# نیکولا کروسبی
نیکولا کروسبی (فرانسوی: Nicolas Crosbie‎؛ زادهٔ ۲ آوریل ۱۹۸۰) دوچرخه‌سوار اهل فرانسه است.
از باشگاه‌هایی که در آن رکاب زده‌است می‌توان به تیم دوچرخه‌سواری اگریتوبل و تیم دوچرخه‌سواری دیرکت انرژی اشاره کرد.